# Плавучая мастерская

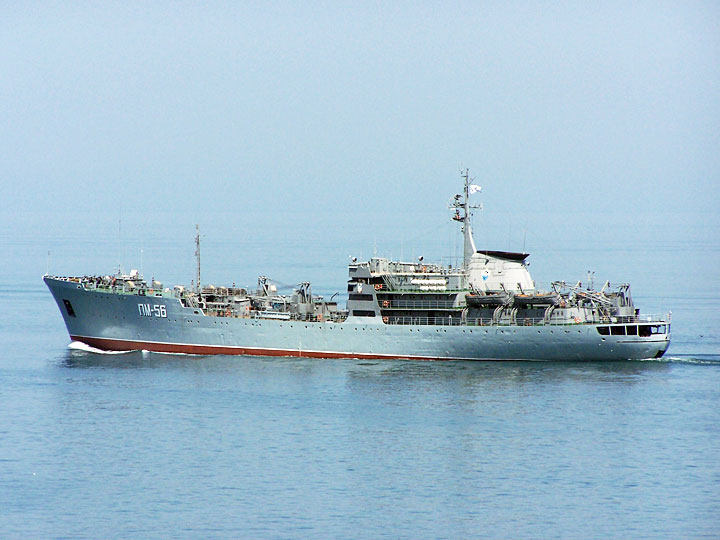
Плавучая мастерская ПМ-56, проекта 304, Севастополь, Черноморский флот России.

Плавучая мастерская (сокращённо — плавмастерская, аббревиатура — ПМ) — судно обеспечения, предназначенное для ремонта кораблей и судов, их вооружения и технических средств в районах, удалённых от основных пунктов базирования.
Плавучие мастерские оборудуются необходимым станочным оборудованием, подъёмными устройствами, сварочными агрегатами и тому подобное, а также укомплектуются квалифицированным личным составом. Как правило, плавмастерские имеют водоизмещение от 4 000 до 20 000 тонн, скорость до 18 узлов и оборонительное вооружение.

## Российский императорский флот
До 1917 года в составе русского флота имелись плавучие мастерские.

## ВМФ Союза ССР
Учитывая дореволюционный опыт, а также опыт применения ВМС США во время Второй мировой войны на Тихом океане, руководство ВМФ ВС Союза ССР приняло решение о строительстве серии плавучих мастерских. В конце 1950-х — начале 1960-х годов были построены две серии плавмастерских проекта 725 (предназначались для обслуживания только надводных кораблей) и проекта 725А — для обслуживания подводных лодок. Всего по проектам 725 и 725А было построено 5 плавмастерских.
Самыми массовыми плавмастерскими в ВМФ СССР стали суда «польской» постройки различных проектов. Сотрудничество между Союзом ССР и Польской Народной Республикой в вопросах строительства судов обеспечения этого подкласса велось, начиная с постройки первой плавмастерской проекта В-30, созданной на базе углерудовоза. Шесть кораблей этого проекта были признаны недостаточно удачными и уже в начале 1960-х годов часть из них была переоборудована в плавбазы и плавказармы, а в 1970-х годах большинство из них было списано на слом.
Наиболее удачными и массовыми плавучими мастерскими «польской» постройки стали плавмастерские проекта 300, 301, 303 и 304. Их строительство продолжалось с 1963 года по конец 1980-х годов на Щецинской судоверфи в Польше. Всего было построено более 40 единиц.

## Формирования
Ниже представлены некоторые формирования:
- «Кронштадт»;
- ПМ-130;
- и другие.